# Lucie Tvarůžková
Lucie Tvarůžková (* 18. září 1979 Litvínov[zdroj?]) je česká novinářka.
V roce 1998 absolvovala Gymnázium T. G. Masaryka v Litvínově. Vystudovala Fakultu sociálních věd UK a City University, Department of Journalism v Londýně. Pracovala postupně v redakci Lidových novin (1998 až 2002), ve vydavatelství Mediacop (2002 až 2006), v deníku Mladá fronta Dnes (2006 až 2007), od roku 2008 byla stálou zpravodajkou Hospodářských novin v Bruselu. Dne 1. dubna 2009 se stala zástupkyní šéfredaktora HN. Od 1. července 2013 se stala šéfredaktorkou portálu IHNED.cz.
V září 2013 rezignovala na funkci šéfredaktorky iHNed.cz a zástupkyně šéfredaktora Hospodářských novin pro nesouhlas se způsobem, jakým vydavatelství Economia miliardáře Zdeňka Bakaly propouští zaměstnance. Podle TÝDEN.CZ dostala jména propouštěných Tvarůžková nadiktovaná a neměla na jejich výběr žádný vliv.
Od července 2014 do dubna 2017 vedla on-line peer to peer platformu pro půjčky Zonky.cz.